# Coupe CECAFA des nations 2001
Navigation
Ouganda 2000 Tanzanie 2002
La Coupe CECAFA des nations 2001 est la vingt-cinquième édition de la Coupe CECAFA des nations qui a eu lieu au Rwanda du 8 au 22 décembre 2001. Les nations membres de la CECAFA (Confédération d'Afrique centrale et de l'Est) sont invitées à participer à la compétition. Au départ, cette édition devait avoir lieu au Soudan, qui s'est désisté, ce qui entraîné sa suspension de toute compétition organisée par la CECAFA pour une durée indéterminée.
C'est l'Éthiopie qui remporte la compétition en s'imposant en finale face au Kenya. Le pays hôte, le Rwanda monte sur la troisième marche du podium. C'est le second titre de champion de la CECAFA pour la sélection éthiopienne après sa victoire en 1987.

## Équipes participantes
- Rwanda - Organisateur
- Ouganda - Tenant du titre
- Zanzibar
- Érythrée
- Somalie
- Tanzanie
- Burundi
- Djibouti
- Éthiopie
- Rwanda B
- Kenya

## Compétition

### Premier tour
Les deux premiers de chaque groupe et les deux meilleurs troisièmes se qualifient pour la phase finale.

#### Groupe A
| Rang | Équipe   | Pts | J | G | N | P | Bp | Bc | Diff |  | Résultats (▼ dom., ► ext.) |  |     |     |     |
| ---- | -------- | --- | - | - | - | - | -- | -- | ---- |  | -------------------------- |  | --- | --- | --- |
| 1    | Kenya    | 7   | 3 | 2 | 1 | 0 | 5  | 1  | +4   |  | Kenya                      |  | 0-0 | 2-1 | 3-0 |
| 2    | Rwanda   | 7   | 3 | 2 | 1 | 0 | 4  | 0  | +4   |  | Rwanda                     |  |     | 1-0 | 3-0 |
| 3    | Érythrée | 1   | 3 | 0 | 1 | 2 | 1  | 3  | -2   |  | Érythrée                   |  |     |     | 0-0 |
| 4    | Somalie  | 1   | 3 | 0 | 1 | 2 | 0  | 6  | -6   |  | Somalie                    |  |     |     |     |

#### Groupe B
| Rang | Équipe   | Pts | J | G | N | P | Bp | Bc | Diff |  | Résultats (▼ dom., ► ext.) |  |     |     |      |
| ---- | -------- | --- | - | - | - | - | -- | -- | ---- |  | -------------------------- |  | --- | --- | ---- |
| 1    | Tanzanie | 9   | 3 | 3 | 0 | 0 | 7  | 2  | +5   |  | Tanzanie                   |  | 2-1 | 1-0 | 4-1  |
| 2    | Burundi  | 6   | 3 | 2 | 0 | 1 | 6  | 3  | +3   |  | Burundi                    |  |     | 2-0 | 3-1  |
| 3    | Ouganda  | 3   | 3 | 1 | 0 | 2 | 10 | 4  | +6   |  | Ouganda                    |  |     |     | 10-1 |
| 4    | Djibouti | 0   | 3 | 0 | 0 | 3 | 3  | 17 | -14  |  | Djibouti                   |  |     |     |      |

#### Groupe C
| Rang | Équipe   | Pts | J | G | N | P | Bp | Bc | Diff |  | Résultats (▼ dom., ► ext.) |  |     |     |
| ---- | -------- | --- | - | - | - | - | -- | -- | ---- |  | -------------------------- |  | --- | --- |
| 1    | Éthiopie | 4   | 2 | 1 | 1 | 0 | 6  | 1  | +5   |  | Éthiopie                   |  | 1-1 | 5-0 |
| 2    | Rwanda B | 4   | 2 | 1 | 1 | 0 | 4  | 1  | +3   |  | Rwanda B                   |  |     | 3-0 |
| 3    | Zanzibar | 0   | 2 | 0 | 0 | 2 | 0  | 8  | -8   |  | Zanzibar                   |  |     |     |

### Phase finale
|  | Quarts de finale | Quarts de finale | Quarts de finale | Quarts de finale |          |          | Demi-finales | Demi-finales | Demi-finales                  | Demi-finales                  |                               |                               | Finale      | Finale      | Finale      | Finale      |
|  |                  |                  |                  |                  |          |          |              |              |                               |                               |                               |                               |             |             |             |             |
|  | 17 décembre      | 17 décembre      | 17 décembre      | 17 décembre      |          |          | 20 décembre  | 20 décembre  | 20 décembre                   | 20 décembre                   |                               |                               | 22 décembre | 22 décembre | 22 décembre | 22 décembre |
|  | 17 décembre      | 17 décembre      | 17 décembre      | 17 décembre      |          |          | 20 décembre  | 20 décembre  | 20 décembre                   | 20 décembre                   |                               |                               | 22 décembre | 22 décembre | 22 décembre | 22 décembre |
|  | Kenya            | Kenya            | 1                | 1                |          |          | 20 décembre  | 20 décembre  | 20 décembre                   | 20 décembre                   |                               |                               | 22 décembre | 22 décembre | 22 décembre | 22 décembre |
|  | Kenya            | Kenya            | 1                | 1                |          |          | 20 décembre  | 20 décembre  | 20 décembre                   | 20 décembre                   |                               |                               | 22 décembre | 22 décembre | 22 décembre | 22 décembre |
|  | Érythrée         | Érythrée         | 0                | 0                |          |          | 20 décembre  | 20 décembre  | 20 décembre                   | 20 décembre                   |                               |                               | 22 décembre | 22 décembre | 22 décembre | 22 décembre |
|  | Érythrée         | Érythrée         | 0                | 0                | Kenya    | Kenya    | 3            | 3            |                               |                               |                               |                               | 22 décembre | 22 décembre | 22 décembre | 22 décembre |
|  | 17 décembre      |                  |                  |                  | Kenya    | Kenya    | 3            | 3            |                               |                               |                               |                               | 22 décembre | 22 décembre | 22 décembre | 22 décembre |
|  |                  |                  | Rwanda B         | Rwanda B         | 1        | 1        |              |              |                               |                               |                               |                               | 22 décembre | 22 décembre | 22 décembre | 22 décembre |
|  | Tanzanie         | Tanzanie         | Rwanda B         | Rwanda B         | 1        | 1        | 1            | 1            |                               |                               |                               |                               | 22 décembre | 22 décembre | 22 décembre | 22 décembre |
|  | Tanzanie         | Tanzanie         | 20 décembre      |                  |          |          | 1            | 1            |                               |                               |                               |                               | 22 décembre | 22 décembre | 22 décembre | 22 décembre |
|  | Rwanda B         | Rwanda B         | 2                | 2                |          |          |              |              |                               |                               |                               |                               | 22 décembre | 22 décembre | 22 décembre | 22 décembre |
|  | Rwanda B         | Rwanda B         | 2                | 2                | Kenya    | Kenya    | 1            | 1            |                               |                               |                               |                               |             |             |             |             |
|  | 18 décembre      |                  |                  |                  | Kenya    | Kenya    | 1            | 1            |                               |                               |                               |                               |             |             |             |             |
|  |                  |                  | Éthiopie         | Éthiopie         | 2        | 2        |              |              |                               |                               |                               |                               |             |             |             |             |
|  | Éthiopie tab     | Éthiopie tab     | Éthiopie         | Éthiopie         | 2        | 2        | 2 (5)        | 2 (5)        |                               |                               |                               |                               |             |             |             |             |
|  | Éthiopie tab     | Éthiopie tab     |                  |                  |          |          |              |              |                               |                               |                               |                               |             |             |             |             |
|  | Burundi          | Burundi          | 2 (4)            | 2 (4)            |          |          |              |              |                               |                               |                               |                               |             |             |             |             |
|  | Burundi          | Burundi          | 2 (4)            | 2 (4)            | Éthiopie | Éthiopie | 1            | 1            | Match pour la troisième place | Match pour la troisième place | Match pour la troisième place | Match pour la troisième place |             |             |             |             |
|  | 18 décembre      |                  |                  |                  | Éthiopie | Éthiopie | 1            | 1            | Match pour la troisième place | Match pour la troisième place | Match pour la troisième place | Match pour la troisième place |             |             |             |             |
|  |                  |                  | Rwanda           | Rwanda           | 0        | 0        |              |              | 22 décembre                   | 22 décembre                   | 22 décembre                   | 22 décembre                   |             |             |             |             |
|  | Rwanda           | Rwanda           | Rwanda           | Rwanda           | 0        | 0        | 3            | 3            | 22 décembre                   | 22 décembre                   | 22 décembre                   | 22 décembre                   |             |             |             |             |
|  | Rwanda           | Rwanda           |                  |                  |          |          |              | 3            |                               |                               | Rwanda tab                    | Rwanda tab                    | 1 (5)       | 1 (5)       |             |             |
|  | Ouganda          | Ouganda          | 2                | 2                |          |          |              |              |                               |                               | Rwanda tab                    | Rwanda tab                    | 1 (5)       | 1 (5)       |             |             |
|  | Ouganda          | Ouganda          | 2                | 2                | Rwanda B | Rwanda B | 1 (3)        | 1 (3)        |                               |                               |                               |                               |             |             |             |             |
|  |                  |                  |                  |                  |          |          |              |              |                               |                               |                               |                               |             |             |             |             |

#### Quarts de finale
| 17 décembre 2001 | Kenya     | 1 - 0 | Érythrée |  |
|                  | Aguda 89e |       |          |  |

| 17 décembre 2001 | Tanzanie       | 1 - 2 | Rwanda B                  |  |  |
|                  | Yusuf Macho 5e |       | Witakenge 1re · Kombi 56e |  |  |

| 18 décembre 2001 | Rwanda                                         | 3 - 2 | Ouganda                |  |  |
|                  | Theoneste Mshimiyamana 27e, 65e · Karekezi 29e |       | Alex Isabirye 25e, 47e |  |  |

| 18 décembre 2001 | Éthiopie            | 2 - 2 a.p. | Burundi                              |  |  |
|                  | Abay 30e · Mulu 65e |            | Jumanne Karimbi 82e · Kubi Banga 87e |  |  |
|                  | Tirs au but 5-4     |            |                                      |  |  |

#### Demi-finales
| 20 décembre 2001 | Éthiopie | 1 - 0 | Rwanda |  |
|                  | Mulu 7e  |       |        |  |

| 20 décembre 2001 | Kenya                        | 3 - 1 | Rwanda B  |  |  |
|                  | Sunguti 8e, 71e · Maruti 56e |       | Mbusa 16e |  |  |

#### Match pour la3eplace
| 22 décembre 2001 | Rwanda          | 1 - 1 a.p. | Rwanda B |  |  |
|                  |                 |            |          |  |  |
|                  | Tirs au but 5-3 |            |          |  |  |

#### Finale
| 22 décembre 2001 | Éthiopie               | 2 - 1 | Kenya             |  |  |
|                  | Abay 8e · Mamoalem 37e |       | Mulama 67e (pen.) |  |  |

| Vainqueur Coupe CECAFA 2001 Éthiopie 2e titre |

## Sources et liens externes
- (en) Feuilles de matchs et infos sur RSSSF